# رودخانه بسوکاترا
رودخانه بسوکاترا (به لاتین: Besokatra River) یک رود در ماداگاسکار است که در ماداگاسکار واقع شده‌است.